# Конвей, Джон Хортон
Джон Хо́ртон Ко́нвей (англ. John Horton Conway; 26 декабря 1937 — 11 апреля 2020) — британский математик.
Известен в первую очередь как создатель игры «Жизнь». Однако его вклад в математику весьма многообразен и значителен. В теории групп он открыл группы Конвея и сформулировал гипотезу чудовищного вздора. Совместно с соавторами заложил основы комбинаторной теории игр, попутно открыв сюрреальные числа. Также внёс вклад в теорию узлов, теорию чисел. Многие работы Конвея лежат в области занимательной математики или близки к ней. В целом он был склонен исследовать красивые, наглядные объекты, такие как игры или многогранники, не заботясь о том, какое значение это имеет с точки зрения фундаментальной или прикладной науки.
Родился в Ливерпуле, Великобритания. Окончил Кембриджский университет, получил там же степень PhD в 1964 году и остался там же преподавать. На рубеже 1960—70-х годов стал известен как в профессиональном сообществе (благодаря группам Конвея), так и среди широкой публики (благодаря игре «Жизнь»). С 1986 года работал в Принстонском университете, США. Был ярким лектором; помимо преподавания в университетах, читал лекции и писал статьи о математике для школьников и широкой публики.

## Биография

### Семья, учёба
Отец Джона Хортона Конвея, Сирил, не окончил школу, но активно занимался самообразованием. У Сирила Конвея и его жены Агнес Бойс было трое детей: Джоан, Сильвия и младший Джон, родившийся в 1937 году в Ливерпуле. Джон унаследовал от отца страсть к чтению и любовь к эффектным демонстрациям.
Джон Конвей был довольно замкнутым ребёнком, увлечённым математикой. Идею своей нотации для узлов он задумал ещё подростком.
В 1956 году поступил в колледж Гонвилл-энд-Киз Кембриджского университета, причём решил вести себя там как экстраверт. И действительно, в Кембридже он завёл друзей, вовлекался в разнообразную околоучебную и общественную деятельность. В частности, там он познакомился с Майклом Гаем, сыном математика Ричарда Гая; Майкл Гай стал лучшим другом Конвея и его соавтором по нескольким работам. Помимо прочего, в Кембридже Конвей с друзьями построили цифровой компьютер, работавший на водяных трубах и клапанах. Он проводил много времени за всевозможными играми и, в частности, играл с Абрамом Самойловичем Безиковичем в карточную игру «Свои козыри» в особой модификации Безиковича. Академическая успеваемость Конвея поначалу была на высоте, но затем ухудшилась.
В 1961 году женился на Эйлин Фрэнсис Хау. У Эйлин образование в области иностранных языков: французский и итальянский. У Джона и Эйлин родились четыре дочери в 1962—1968 годах: Сьюзан, Роуз, Елена и Энн-Луиза.

### Начало научной и преподавательской карьеры
Окончив колледж со степенью бакалавра в 1959 году, Джон Конвей стал аспирантом Гарольда Дэвенпорта. Тот сперва предложил для диссертации не слишком интересную задачу из области теории чисел о представлении целого числа в виде суммы пятых степеней. Конвей решил задачу, но не опубликовал эту свою работу. Позже решение опубликовал другой человек. Конвей в итоге получил степень PhD в 1964 году, защитив диссертацию об одной немного более интересной, но тоже достаточно малозначительной задаче об ординалах.
Конвей получил позицию там же, в колледже Гонвилл-энд-Киз, на кафедре чистой математики. Он читал лекции, и они пользовались большой популярностью благодаря ярким и наглядным объяснениям, практически цирковым трюкам и импровизациям. У него часто не было плана и текста собственных лекций. Его студент Эндрю Гласс сделал подробный, упорядоченный конспект его лекций по абстрактным автоматам; этот конспект просили скопировать многие студенты, а потом и сам лектор, и спустя несколько лет этот конспект превратился в первую книгу Конвея, Regular algebra and finite machines.
Конвей много играл в математические игры с коллегами и студентами и регулярно придумывал их. Так, со студентом Майклом Патерсоном они изобрели топологическую игру рассада, которая немедленно приобрела на кафедре тотальную популярность. Конвей стал переписываться с Мартином Гарднером: об играх, включая рассаду, а также об алгоритме для решения разновидности задачи о справедливом дележе (открытом им независимо от более раннего решения Джона Селфриджа). Кроме того, Конвей пытался визуально представить четырёхмерное пространство, и для этого он тренировал бинокулярное зрение с вертикальным параллаксом вместо горизонтального с помощью специального устройства. В этот же период он с коллегами исследовал последовательность «Посмотри-и-скажи»; как нередко случалось с его результатами, некоторые доказательства были неоднократно утеряны, найдены заново и в итоге опубликованы гораздо позже.
В целом в период после защиты диссертации жизнь Конвея шла приятно и беззаботно. Но он не занимался «серьёзной» математической работой, и это его угнетало.

### Приход славы
Конец 1960-х и 1970-й годы выдались исключительно продуктивными для Конвея (он именовал этот период annus mirabilis): он нашёл три новые спорадические группы, названные его именем, придумал правила игры «Жизнь» и построил сюрреальные числа.

#### Группы Конвея
В 1960-е годы активно шла работа по классификации простых конечных групп. Стало понятно, что может быть не открыто ещё несколько спорадических групп — простых конечных групп, не вписывающихся в общую классификацию. В это же время математик Джон Лич нашёл чрезвычайно симметричную решётку, названную его именем, и он предположил, что в её группе симметрии может содержаться новая спорадическая группа. Британский математик Джон Маккей рассказал об этой задаче многим коллегам, в том числе математикам из Кембриджа Джону Томпсону и Джону Конвею. Томпсон уже тогда был признанным корифеем теории групп (и чрезвычайно заняты́м человеком), Конвей же лишь обладал некоторыми знаниями в этой области. Томпсон предложил Конвею вычислить порядок группы симметрии решётки Лича. Тот решил взяться за эту задачу и приготовился заниматься ею по 6—12 часов дважды в неделю в течение нескольких месяцев.
В первый назначенный день исследования решётки Лича Конвей, по его словам, «поцеловал жену и детей на прощанье» и принялся за работу. И уже к вечеру этого дня он смог не только вычислить порядок группы, но и построить её и найти содержащиеся в ней три новые спорадические группы. За этим последовали дискуссии с Томпсоном, публикация результатов в статье 1968 года, путешествия по конференциям и семинарам по всему миру с докладами о найденных группах. С этого момента Джон Конвей смог больше не беспокоиться о том, достаточно ли серьёзной математикой он занимается.

#### Игра «Жизнь»
Конвей интересовался темой клеточных автоматов и, в частности, автоматом фон Неймана ещё с детства. Он поставил целью придумать как можно более простой клеточный автомат с нетривиальным, непредсказуемым поведением, надеясь, что в таком случае он будет тьюринг-полным. Команда энтузиастов (Конвей, его коллеги и студенты) занималась перебором бесчисленных вариаций правил в поисках подходящих. Их усилия были вознаграждены, когда они придумали то, что стало известно как игра «Жизнь». Конвей изложил основные сведения об игре «Жизнь», которые удалось выяснить, в письме к Мартину Гарднеру 1970 года. Тот написал об игре «Жизнь» в своей колонке в журнале Scientific American, и эта заметка стала самой популярной из всех, вышедших в этой колонке. Игра «Жизнь» получила тысячи поклонников по всей Америке и за её пределами, а её изобретатель приобрёл известность среди широкой публики.
Вскоре Конвей доказал тьюринг-полноту игры «Жизнь» (доказательство не было опубликовано). После этого он практически потерял интерес к этой теме. Он был недоволен тем, насколько игра «Жизнь» более известна, чем другие его работы, и не слишком любил о ней рассказывать — кроме как отдельным интересующимся детям.

#### Сюрреальные числа и книги об играх
Годы изобретения и обдумывания игр не прошли даром. Ричард Гай развил теорию, описывающую широкий класс игр, и когда во второй половине 1960-х годов он и американский математик Элвин Берлекэмп задумали книгу об играх, они пригласили Конвея стать их соавтором. Пока шла работа над книгой, получившей название Winning Ways for Your Mathematical Plays, Конвей продолжал исследовать игры и обнаружил, что позиции в так называемых пристрастных играх могут быть выражены числами, причём класс необходимых для этого чисел включает не только целые и действительные числа, но и некоторые новые числа. Дональд Кнут назвал эти числа сюрреальными. Конвей считал сюрреальные числа своим главным поводом для гордости.
Хотя теория пристрастных игр вошла в Winning Ways, она получила там не очень подробное освещение, особенно в части, касающейся сюрреальных чисел. Об этих числах Конвей написал Гарднеру в том же письме 1970 года, в котором сообщил об игре «Жизнь», а позже, в 1976 году, он быстро написал и выпустил собственную книгу On Numbers and Games о пристрастных играх и сюрреальных числах. Когда он сообщил об этом Берлекэмпу, тот был крайне недоволен и едва не рассорился с кембриджским соавтором, и только Гай смог помирить их. Winning Ways в итоге была дописана только в 1981 году; на следующий год книга вышла и стала бестселлером (несмотря на отсутствие рекламы от издательства), так же как и On Numbers and Games до того.
Эти две книги об играх, как и многие другие работы Конвея, несут явственный отпечаток его любви к неортодоксальной терминологии и каламбурам: так, например, числа с чётным и нечётным количеством единиц в двоичной записи именуются, соответственно, злыми и одиозными — англ. evil и odious, ср. с even и odd (с англ. — «чётные» и «нечётные»).

### Работа над Атласом
В начале 1970-х годов Джон Конвей задумал составить справочник по конечным группам. Эту будущую книгу назвали «Атласом конечных групп» — Atlas of the Finite Groups. В проекте приняли участие аспиранты Конвея Роберт Кёртис, Саймон Нортон и Роберт Уилсон, а также Ричард Паркер. Они собрали и перепроверили множество данных по конечным группам и в итоге приняли решение включить в Атлас в первую очередь таблицы характеров. Работа растянулась на много лет.
В 1970-е годы сообщество продолжало очень активно разрабатывать классификацию простых конечных групп, и Конвей продолжал работать над спорадическими группами. В частности, он поучаствовал в определении размера монстра (и придумал это название для группы). К 1978 году другими специалистами по теории групп были вычислены таблицы характеров монстра (построена эта группа, однако, ещё не была). И в этот момент Джон Маккей заметил, что размерность одного из представлений монстра, 196883, лишь на единицу отличается от линейного коэффициента фурье-разложения j-инварианта — одной модулярной функции, равного 196884. Конвей и Нортон собрали это и другие наблюдения от разных авторов и сформулировали гипотезу о глубокой связи между модулярными функциями и конечными группами, назвав её «гипотезой чудовищного вздора» — англ. monstrous moonshine: прилагательное отсылает к монстру, а moonshine переводится не только как «вздор», но также как «самогон» и «лунный свет»; все эти смыслы означают, что гипотеза неожиданная, сбивающая с толку, удивительная и ускользающая.
Кроме того, тогда же, в середине 1970-х, Конвей занимался книгами об играх и мозаикой Пенроуза. В этот же период Гарднер показал ему заметку Льюиса Кэрролла в Nature 1887 года с описанием алгоритма для быстрого определения дня недели, на который приходится заданная дата, и предложил придумать алгоритм, который был бы ещё проще для вычисления и запоминания. В результате Конвей составил алгоритм Судного дня, который стал его увлечением и одним из любимых трюков: он десятилетиями оттачивал алгоритм, мнемоники для его запоминания и свой собственный навык его использования.
В конце 1970-х годов Конвей расстался с Эйлин и встретил Ларису Куин. Лариса приехала из Волгограда (СССР) и была его аспиранткой, занималась исследованием гипотезы чудовищного вздора; она получила степень PhD в Кембридже в 1981 году. Джон и Лариса поженились в 1983 году, когда у них родился сын Алекс (на кафедре его прозвали малым монстром в честь группы). В 1983 году Конвей получил должность полного профессора. В первой половине 1980-х годов аспирантом Конвея стал Ричард Борчердс, который позже доказал гипотезу чудовищого вздора.
Между тем в 1984 году Атлас наконец был завершён. Ещё год ушёл на подготовку его к печати. Его публикация стала долгожданным событием для работавших в области теории групп математиков по всему миру.

### Принстон
1986—1987 учебный год Джон Конвей провёл в Принстонском университете (США), временно занимая по приглашению тогдашнего главы кафедры математики Элиаса Стайна только что учреждённую позицию Фоннеймановского профессора прикладной и вычислительной математики. Конвею было предложено остаться на этой должности на постоянной основе. Он сильно колебался, но в итоге мнение жены, бо́льшая зарплата, уход из Кембриджа многих коллег-математиков и общее желание перемен склонили его принять предложение.
В Принстоне Конвей тоже прославился харизмой и эксцентричностью. Преподавание поначалу шло не слишком успешно: ему предлагали скучную и бессодержательную тему для курса лекций, а когда он сам решил прочитать курс лекций о монстре, оказалось, что этот курс не пользовался большой популярностью среди студентов, но привлёк в аудиторию некоторых профессоров, что мешало. Но дела пошли на лад, когда он стал сотрудничать со знаменитым топологом Уильямом Тёрстоном. Конвей и Тёрстон придумали курс «Геометрия и воображение», к ним присоединились преподаватели Питер Дойл и Джейн Гилман. На лекциях этого курса царила живая атмосфера, в качестве наглядных иллюстраций математических концепций использовались фонарики, велосипеды, LEGO и Конвеев живот. Кроме того, Тёрстон познакомил Конвея со своей идеей орбифолдного подхода к группам симметрии двумерного пространства, который тот затем развил. В целом в Принстоне Конвей стал больше педагогом, чем исследователем.
Время от времени Конвей, рассказывая на различных выступлениях о тех или иных интересных нерешённых задачах, предлагал денежные призы за их решение. Размер приза соответствовал предполагаемой сложности задачи, и обычно он был сравнительно небольшой. Конвей дружил с Нилом Слоуном, автором «Энциклопедии целочисленных последовательностей», и неудивительно, что многие из этих задач были связаны с целочисленными последовательностями. В 1988 году произошла история с последовательностью, которая теперь известна как 10000-долларовая последовательность Хофштадтера — Конвея. Конвей намеревался предложить 1000 долларов за доказательство определённого утверждения об асимптотическом поведении последовательности, но, оговорившись, назвал в 10 раз большую сумму — весьма существенную для своего бюджета; при этом задача оказалась легче, чем предполагалось, и уже через две недели статистик Колин Мэллоуз решил её (с несущественной ошибкой, как позже оказалось). Узнав об оговорке Конвея, Мэллоуз отказался обналичивать присланный им чек, Конвей же настаивал на принятии приза; договорились они в итоге на 1000 долларов.
В 1988 году в семье Джона и Ларисы родился сын Оливер (впоследствии оба их сына получили математическое образование, следуя по стопам родителей). В 1992 году они пережили тяжёлый развод. Следствием этого для Конвея стали финансовые трудности и недостаток общения с сыновьями. У него случился инфаркт, на следующий год — ещё один. На фоне этих проблем предпринял попытку самоубийства, устроив себе передозировку лекарств. Восстановиться после этого физически и психологически ему помогли друзья, в первую очередь Нил Слоун.

### Поздние годы
Конвей и его третья жена, Диана Катсоуджордж, впервые встретились в 1996 году; она тогда работала в университетском книжном магазине. Они поженились в 2001 году (и мирно разошлись через несколько лет, впоследствии активно общались), тогда же у них родился сын Гарет.
Конвей регулярно читал публичные популярные лекции на разнообразные темы, связанные с математикой, и с 1998 года преподавал в математических лагерях для школьников, таких как Canada/USA Mathcamp.
В 2004 году Конвей и канадский математик Саймон Кошен доказали так называемую теорему о свободе воли; ещё некоторое время заняла подготовка публикации, и затем в течение нескольких лет соавторы теоремы развивали свой результат и обсуждали его с сообществом.
Конвей ушёл на должность эмерит-профессора в 2013 году. В первые годы после формальной отставки он продолжил работать едва ли не активнее, чем до неё — выступать на конференциях, выпускать новые работы, преподавать в математических лагерях для школьников.
В 2018 году он пережил обширный инсульт.
Скончался в Нью-Брансуике 11 апреля 2020 года в возрасте 82 лет от осложнений на фоне коронавирусной инфекции COVID-19.

## Личность
По свидетельствам людей, знавших Конвея, он был харизматичным и дружелюбным, при этом обладал значительным самомнением, что сам охотно признавал. Рассказывая о себе, нередко противоречил своим и чужим словам. Бытовыми сторонами жизни он пренебрегал, исключительно небрежно относился к полученным письмам и другим документам. Хотя в целом вёл себя расслабленно, в периоды исследования математической задачи он работал много, интенсивно и дотошно. Математика была единственным интересом Конвея, при этом математические аспекты он замечал везде — не только в играх, но и в, казалось бы, бытовых предметах. С юности проявлял пацифистские взгляды, подписывал разнообразные политические петиции, хотя и не участвовал в политике активно. Был любвеобилен, не соблюдал верность своим жёнам, что и становилось одной из важных причин, по которой они расставались с ним. Атеист.

## Научный вклад
Джон Хортон Конвей говорил, что не проработал ни дня в своей жизни, а лишь всегда играл в игры.

### Теория группи близкие области
Конвей был склонен подходить к исследованиям математических объектов, в том числе групп, с геометрической точки зрения, визуально представляя себе связанные с ними симметрии, и вообще очень ценил наглядность и красоту математических теорий. Кроме того, он предпочитал необычные частные случаи общим. Эти особенности стиля и склонностей Конвея ярко проявились в его работах по теории групп.

#### Спорадические группы
Одно из самых важных достижений Конвея — исследование группы автоморфизмов решётки Лича Co0. Он нашёл, что эта группа имеет порядок 8 315 553 613 086 720 000 и включает три новые спорадические группы Co1, Co2, Co3 (их простота была впервые показана Джоном Томпсоном; Co0 включает и некоторые другие спорадические группы, открытые незадолго до того): Co1 — факторгруппа Co0 по её центру, единственным нетривиальным элементом которого является домножение на −1, Co2 и Co3 — подгруппы Co0, стабилизаторы определённых векторов решётки. Эти группы вместе называют группами Конвея.
Он исследовал и другие спорадические группы. В частности, вместе с Дэвидом Уэльсом впервые разработал построение группы Рудвалиса Ru. Также вместе с различными соавторами упростил построение различных групп, которые были построены или предсказаны другими авторами, например, ввёл построение группы Фишера Fi22 через 77-мерное представление над полем из трёх элементов.

#### Чудовищный вздор
Особенное значение имеет работа Конвея над монстром, проделанная в период, когда существование этой группы ещё не было доказано, но о её свойствах уже было многое известно.
Джон Маккей и другие авторы сделали ряд наблюдений о структуре монстра и некоторых других групп и определённых численных совпадениях, в частности, о том, что коэффициенты фурье-разложения модулярной функции j-инварианта представляются простыми линейными комбинациями размерностей представлений монстра. Джон Томпсон предложил рассмотреть степенные ряды с коэффициентами, являющимися характерами представлений монстра, вычисленными для различных его элементов. Конвей и Саймон Нортон развили эти наблюдения, построили такие функции (ряды Маккея — Томпсона) и обнаружили, что они похожи на модулярные функции особого вида, известные как нем. Hauptmodul. Они сформулировали гипотезу, что каждый ряд Маккея — Томпсона действительно соответствует определённому Hauptmodul, что подразумевало глубокую и загадочную связь между спорадическими группами и модулярными функциями. Эта гипотеза получила название «гипотеза чудовищного вздора» — англ. monstrous moonshine.
Гипотезу Конвея и Нортона доказал Ричард Борчердс с помощью алгебр вершинных операторов. Однако сам Конвей и другие специалисты считали, что работа Борчердса хотя и формально доказывает гипотезу, но не объясняет её. Обнаруженные связи между алгебраическими объектами, такими как группы, и понятиями, связанными с модулярными функциями, были затем развиты и обобщены. Кроме того, оказалось, что эти связи могут быть сформулированы естественным образом на языке конформных теорий поля. Все вместе эти наблюдения, гипотезы и теоремы называют просто «вздор» — moonshine. В этой области ещё много открытых задач и неотвеченных вопросов.

#### Решётки
Помимо конечных групп, Конвей исследовал также решётки и упаковки сфер, а также близкую тему кодов коррекции ошибок. В частности, он разработал новое построение для той же решётки Лича. Конвей и Нил Слоун изложили свои результаты и большое количество справочной информации в своей книге Sphere Packings, Lattices, and Groups.

#### Орбифолды,многогранникиизамощения
Решётки, в свою очередь, связаны с темой кристаллографических групп и замощений.
В этой области важное достижение Конвея — популяризация и развитие придуманного Уильямом Тёрстоном подхода к изучению периодических групп симметрии евклидова, сферического и гиперболического пространств. Этот подход имеет топологическую природу и основан на орбифолдах. Орбифолд — это топологическое пространство, снабжённое определённой структурой, связанной с действием на него заданной конечной группы. Двумерные параболические орбифолды (те, у которых аналог эйлеровой характеристики равен нулю) напрямую соответствуют двумерным кристаллографическим группам. На этом основана придуманная Конвеем и достаточно широко распространившаяся орбифолдная нотация для этих и других подобных групп. Орбифолды связаны и с чудовищным вздором.
Известен критерий Конвея для плиток, замощающих плоскость.
Тема замощений сферы непосредственно связана с многогранниками. Конвей придумал нотацию для многогранников — ещё один пример его большой любви к изобретению и переизобретению названий и нотаций. Кроме того, Конвей и Майкл Гай перечислили все четырёхмерные архимедовы тела и открыли великую антипризму — единственный невитхоффов однородный политоп.

#### Атлас
Конвей известен как руководитель группы, собравшей «Атлас конечных групп» — грандиозный справочник, содержащий таблицы характеров конечных групп (не только спорадических) и ставший ценным инструментом для математиков, работавших с конечными группами в эпоху до развития интернета. Сейчас Атлас существует в виде интернет-энциклопедии, сделанной командой под руководством Роберта Уилсона.

### Комбинаторная теория игр
Вклад Конвея в комбинаторную теорию игр — одно из самых известных его достижений.
Конвей изобрёл множество игр, в том числе, например, рассаду (англ. Sprouts, совместно с Майклом Патерсоном), фатбол и хакенбуш. Ричард Гай, в свою очередь, развил систематическую теорию беспристрастных игр (англ. impartial games) на основе функции Шпрага — Гранди. Конвей же, основываясь на идее сложения игр, смог заложить теорию для более широкого класса игр — пристрастных игр (англ. partizan games) — игр, в которых в одной и той же позиции разным игрокам доступны разные ходы (например, в шахматах или го каждый игрок может ходить только фигурами или камнями своего цвета). Гай, Конвей и Элвин Берлекэмп изложили общую теорию, результаты по многим конкретным играм и различные открытые задачи (такие как Задача об Ангеле и Дьяволе) в книге Winning Ways for Your Mathematical Plays.
Исследуя пристрастные игры и включив в рассмотрение трансфинитные игры, Конвей обнаружил, что для описания позиций в таких играх нужен новый класс чисел, включающий и целые, и действительные числа, и ординалы (например, {\displaystyle \omega } и {\displaystyle \omega +1}), и другие, новые числа (например, {\displaystyle \omega -1}, {\displaystyle 1/\omega } и {\displaystyle {\sqrt {\omega }}}), которые строятся при помощи конструкции, похожей на дедекиндово сечение. Эти числа получили название сюрреальных. Результаты своих исследований пристрастных игр и сюрреальных чисел Конвей подробно изложил в книге On Numbers And Games. Книги Winning Ways и On Numbers And Games вместе заложили основу комбинаторной теории игр как организованной и плодотворной математической дисциплины.
Сюрреальные числа привлекают многих своим разнообразием и естественностью. Однако применений за пределами комбинаторной теории игр им практически не нашлось, хотя в этом направлении предпринимались определённые усилия. Так, сам Конвей (безуспешно) обсуждал с Гёделем возможность использования сюрреальных чисел для построения «правильной теории бесконечно малых», а Мартин Крускал вложил много сил в развитие сюрреального анализа в надежде использовать его в теоретической физике.
Добавим ещё, что Конвей — один из открывателей алгоритма Селфриджа — Конвея для решения разновидности задачи о справедливом дележе для трёх участников, которая относится к более широкой области — теории игр.

### Клеточные автоматы
Джон Конвей придумал игру «Жизнь» — известный клеточный автомат. Он определён на поле, замощённом квадратами. Каждая клетка поля в каждый момент (дискретного) времени считается живой либо мёртвой, причём на следующем временно́м шаге состояние клетки определяется следующими правилами, зависящими от состояния её восьми клеток-соседей на текущем шаге:
- если клетка была живой, то она остаётся живой, если у неё было ровно 2 или 3 живых соседа;
- если клетка была мёртвой, то она становится живой, если у неё было ровно 3 живых соседа.

Игра «Жизнь» не является игрой в обычном смысле, в ней нет состязающихся игроков, «игра» состоит лишь в подборе начальной конфигурации клеток и наблюдении за их развитием.
Конвей подобрал правила игры «Жизнь» так, что начальные конфигурации даже из небольшого количества клеток развиваются зачастую совершенно непредсказуемо. Как затем оказалось, на поле игры «Жизнь» могут существовать неподвижные, стабильно перемещающиеся, стабильно размножающиеся конфигурации, логические вентили, позволяющие реализовать в ней произвольное вычисление (полнота по Тьюрингу), и многие другие нетривиальные конструкции. Возможно множество вариантов и обобщений игры «Жизнь».
Появление игры «Жизнь» привело к огромному росту интереса к клеточным автоматам. Клеточные автоматы, подобные игре «Жизнь», стали инструментом моделирования природных процессов, способом генерации красивых изображений и популярным упражнением по программированию.
Вокруг игры «Жизнь» сразу сложилось сообщество энтузиастов-исследователей. Такое сообщество существует и сейчас, обмениваясь информацией о новых открытиях на сайте ConwayLife.com.
Среди клеточных автоматов несколько другого типа, придуманных в непосредственном окружении Конвея, можно также отметить червей Патерсона.

### Теория чисел
Конвей изобрёл тьюринг-полный эзотерический язык программирования FRACTRAN.
Программа на этом языке представляет собой упорядоченный набор обыкновенных дробей и стартовое целое число. Чтобы выполнить программу, нужно последовательно умножать имеющееся целое число на первую такую дробь из набора, что в результате вновь получается целое число (тем самым возникающие целые числа формируют последовательность), до тех пор, пока это возможно. Так, Конвей приводит программу для генерации простых чисел:
{\displaystyle \left({\frac {17}{91}},{\frac {78}{85}},{\frac {19}{51}},{\frac {23}{38}},{\frac {29}{33}},{\frac {77}{29}},{\frac {95}{23}},{\frac {77}{19}},{\frac {1}{17}},{\frac {11}{13}},{\frac {13}{11}},{\frac {15}{2}},{\frac {1}{7}},{\frac {55}{1}}\right)}
При стартовом числе 2 в последовательности, получающейся при выполнении программы, будут время от времени возникать другие степени двойки, и показатели этих степеней образуют в точности последовательность простых чисел.
Используя FRACTRAN, он показал, что некоторые аналоги гипотезы Коллатца неразрешимы.
Прямое отношение к тематике решёток, которой Конвей тоже занимался, имеют целочисленные квадратичные формы. О них он вместе со своим студентом Уильямом Шнибергером сформулировал утверждения, согласно которым:
- положительно определённая квадратичная форма с целочисленной матрицей представляет все натуральные числа тогда и только тогда, когда она представляет все натуральные числа, меньшие либо равные 15;
- положительно определённая квадратичная форма с целочисленными значениями представляет все натуральные числа тогда и только тогда, когда она представляет все натуральные числа, меньшие либо равные 290.

Эти утверждения родственны теореме Лагранжа о сумме четырёх квадратов (как и несостоявшаяся первая диссертация Конвея). Конвей и Шнибергер доказали первое утверждение, но доказательство было сложным, и было опубликовано лишь в виде наброска в диссертации Шнибергера. Впоследствии Манджул Бхаргава упростил доказательство первой теоремы, обобщил её и доказал вторую теорему совместно с Дж. Ханке.
Конвей придумал стрелочные обозначения для очень больших чисел.
Также он проанализировал последовательность «Посмотри-и-скажи»: составил таблицу отдельно эволюционирующих «элементов» членов последовательности и получил универсальный множитель, на который в среднем увеличивается длина члена последовательности независимо от начальной строки цифр. Этот множитель называют постоянной Конвея, и он представляет собой алгебраическое число 71-й степени.

### Теория узлов
Развив идеи Томаса Киркмана, Конвей разработал нотацию для узлов и зацеплений, основанную на вставке определённых плетений в вершины некоторых 4-регулярных планарных графов. Это позволило ему быстро и легко воспроизвести существовавшие таблицы узлов с небольшим числом пересечений и исправить большинство из ошибок этих таблиц.
Кроме того, он разработал свой вариант многочлена Александера — полиномиального инварианта узлов — и обратил внимание на важность скейн-соотношений, которые затем стали распространённым удобным способом определения полиномиальных инвариантов узлов.
Конвей нашёл названный в честь него узел с 11 пересечениями, примечательный тем, что некоторые вопросы теории узлов применительно к нему оказываются особенно сложными.

### Квантовая механика
Совместно с Саймоном Кошеном Конвей доказал теорему о свободе воли. Теорема опирается на несколько базовых постулатов квантовой теории. Согласно теореме, если у экспериментаторов есть свобода воли, то она есть и у элементарных частиц. Под намеренно провокационным термином «свобода воли» понимается спонтанное поведение, которое принципиально не определяется заранее. Тем самым теорема отвергает теории скрытых параметров и детерминизм. Многие физики сочли, что теорема не привносит ничего существенно нового, но в философии она вызвала заметное обсуждение.

### Занимательная математика
Конвей тратил значительное время на занятия, которые многие сочли бы бесполезной тратой усилий. Возможно, самый характерный пример — изобретённый им алгоритм Судного дня для определения дня недели для заданной даты. Конвей потратил очень много времени как на упрощение алгоритма, так и на тренировку своего навыка его использования. Он интересовался и хорошо изученными областями, в которых трудно получить новый результат, такими как геометрия треугольника — так, он упростил доказательство теоремы Морли. Не чуждался и головоломок — известна головоломка Конвея. Изучение разнообразных числовых последовательностей тоже зачастую ближе к занимательной математике, чем к реальной науке — хотя, к примеру, результаты о последовательностях типа фигурирующей в гипотезе Коллатца действительно нетривиальны и представляют общий интерес, это едва ли можно сказать о таких исследованных Конвеем известных последовательностях, как RATS и subprime Fibonacci. Интересы Конвея простирались и в такие темы, как еврейский календарь и этимология необычных английских слов. Разграничить глубокую научную работу и легкомысленные развлечения в деятельности Конвея зачастую невозможно. Довольно запутан в этом отношении и статус некоторых его известных работ, упомянутых выше (это связано и с тем, что его самого этот вопрос не заботил): комбинаторная теория игр изначально воспринималась в основном как развлечение и лишь со временем приобрела более веский статус, а клеточные автоматы значительная часть научного сообщества всегда воспринимала как область занимательной математики без какого-либо глубокого теоретического значения.

### Научное руководство
Степень PhD под руководством Конвея получили более двух десятков аспирантов, включая будущего филдсовского лауреата Ричарда Борчердса.

## Признание
- Премия Бервика[англ.] (1971)[85]
- Избран членом Лондонского королевского общества (1981)[86]
- Премия Пойа[англ.] (1987)[85]
- Избран членом Американской академии искусств и наук (1992)[87]
- Премия Неммерса по математике (1998)[88]
- Премия Стила (2000)[89]
- Премия Джозефа Пристли (2000-01)[90]
- Многочисленные почётные научные степени[48]

В 2015 году вышла биография Конвея — книга Шивон Робертс «Genius at Play: The Curious Mind of John Horton Conway» (Roberts, 2015).

### Книги
- J. H. Conway. Regular Algebra and Finite Machines. — London : Chapman and Hall, 1971. — ISBN 9780412106200.
  - Репринт: J. H. Conway. Regular Algebra and Finite Machines. — New York : Dover, 2012. — ISBN 9780486310589. — ISBN 9780486485836.
- J. H. Conway. On Numbers and Games. — New York : Academic Press, 1976. — ISBN 9780121863500.
  - Второе издание: J. H. Conway. On Numbers and Games. — 2nd ed. — Wellesley, Massachusetts : A K Peters, 2001. — ISBN 9781568811277.
- Elwyn R. Berlekamp, John Horton Conway, Richard K. Guy. Winning Ways for Your Mathematical Plays. — Academic Press, 1982. — ISBN 9780120911509 (vol. 1). — ISBN 9780120911028 (vol. 2).
  - Второе издание: Elwyn R. Berlekamp, John Horton Conway, Richard K. Guy. Winning Ways for Your Mathematical Plays. — 2nd ed. — Wellesley, Massachusetts : A K Peters, 2001—2004. — ISBN 9781568811307 (vol. 1). — ISBN 9781568811420 (vol. 2). — ISBN 9781568811437 (vol. 3). — ISBN 9781568811444 (vol. 4).
- J. H. Conway, R. T. Curtis, S. P. Norton, R. A. Parker, R. A. Wilson. Atlas of Finite Groups. — Clarendon Press, 1985. — ISBN 9780198531999.
- J. H. Conway, N. J. A. Sloane. Sphere Packings, Lattices, and Groups. — New York : Springer-Verlag, 1988. — ISBN 9780387966175.
  - Русский перевод первого издания: Конвей Дж., Слоэн Н. Упаковки шаров, решётки и группы. — М. : Мир, 1990. — ISBN 9785030023687 (том 1). — ISBN 9785030023694 (том 2).
  - Третье издание: J. H. Conway, N. J. A. Sloane. Sphere Packings, Lattices, and Groups. — 3rd ed. — New York : Springer-Verlag, 1999. — Errata. — ISBN 9781475720167. — ISBN 9781475720167.
- J. H. Conway, Richard K. Guy. The Book of Numbers. — New York : Springer-Verlag, 1996. — ISBN 0614971667.
- J. H. Conway assisted by Francis Y. C. Fung. The Sensual (Quadratic) Form. — MAA, 1997. — ISBN 9780883850305.
  - Русский перевод: Конвей Дж. Квадратичные формы, данные нам в ощущениях. — М. : МЦНМО, 2008. — ISBN 9785940572688.
- John H. Conway, Derek A. Smith. On Quaternions and Octonions : Their geometry, arithmetic, and symmetry. — Taylor & Francis, 2003. — Errata. — ISBN 9781439864180.
  - Русский перевод: Конвей Дж., Смит Д. О кватернионах и октавах, об их геометрии, арифметике и симметриях. — М. : МЦНМО, 2009. — ISBN 9785940575177.
- John H. Conway, Heidi Burgiel, Chaim Goodman-Strauss. The Symmetries of Things. — Taylor & Francis, 2008. — Errata. — ISBN 9781568812205.

### Некоторые статьи
Избранные статьи Конвея опубликованы на русском языке в сборнике «Человек, который играл в математику».
1. 1 2  John H. Conway, Robert T. Curtis and Robert A. Wilson. A brief history of the Atlas // The Atlas of Finite Groups: Ten Years on. — Cambridge University Press, 1998. — ISBN 0521575877.
2. ↑  J. H. Conway. A Perfect Group of Order 8,315,553,613,086,720,000 and the Sporadic Simple Groups // Bull. London Math. Soc. — 1969. — Vol. 1. — P. 79—88. — doi:10.1112/blms/1.1.79.
3. ↑  J. H. Conway. A Group of Order 8,315,553,613,086,720,000 // PNAS. — 1968. — Vol. 61. — P. 398—400. — doi:10.1073/pnas.61.2.398.
4. ↑  J. H. Conway and D. B. Wales. The construction of the Rudvalis simple group of order 145,926,144,000 // Journal of Algebra. — 1973. — Vol. 27. — P. 538—548. — doi:10.1016/0021-8693(73)90063-X.
5. ↑  J. H. Conway and S. P. Norton. Monstrous Moonshine // Bull. London Math. Soc. — 1979. — Vol. 11. — P. 308—339. — doi:10.1112/blms/11.3.308.
6. ↑  J. H. Conway, R. H. Hardin and N. J. A. Sloane. Packing Lines, Planes, etc.: Packings in Grassmannian Spaces // Experimental Mathematics. — 1996. — Vol. 5. — P. 139—159. — doi:10.1080/10586458.1996.10504585.
7. ↑  J. H. Conway and D. H. Hudson. The Orbifold Notation for Two-Dimensional Groups // Structural Chemistry. — 2002. — Vol. 13. — P. 247—257. — doi:10.1023/A:1015851621002.
8. ↑  J. H. Conway and M. J. T. Guy. Four-Dimensional Archimedean Polytopes // Proceedings of the Colloquium on Convexity at Copenhagen. — 1965. — P. 38—39.
9. ↑  J. H. Conway. Фрактран: простой универсальный язык программирования для арифметики : [арх. 20 мая 2023] = FRACTRAN: A Simple Universal Programming Language for Arithmetic // Open Problems Commun. Comput. — 1987. — P. 4—26. — doi:10.1007/978-1-4612-4808-8_2.
10. ↑  J. H. Conway. On Unsettleable Arithmetical Problems // Amer. Math. Monthly. — 2013. — Vol. 120. — P. 192—198. — doi:10.4169/amer.math.monthly.120.03.192.
11. ↑  J. H. Conway. Universal quadratic forms and the fifteen theorem // Quadratic Forms and Their Applications. — 2000. — P. 23—26. — (Contemp. Math.). — doi:10.1090/conm/272/04394.
12. ↑  J. H. Conway. The Weird and Wonderful Chemistry of Audioactive Decay // Open Problems Commun. Comput. — 1987. — P. 173—188. — doi:10.1007/978-1-4612-4808-8_53.
13. ↑  J. H. Conway. An Enumeration of Knots and Links, and Some of Their Algebraic Properties // Computational Problems in Abstract Algebra. — 1970. — P. 329—358. — doi:10.1016/B978-0-08-012975-4.50034-5.
14. ↑  J. H. Conway and S. Kochen. The Free Will Theorem // Foundations of Physics. — 2006. — Vol. 36. — P. 1441—1473. — arXiv:quant-ph/0604079. — doi:10.1007/s10701-006-9068-6.

### О Конвее
- Siobhan Roberts. Genius At Play. The Curious Mind of John Horton Conway. — Bloomsbury USA, 2015. — Errata. — ISBN 9781620405932.
- Siobhan Roberts. A Life in Games. Quanta Magazine (28 августа 2015). Дата обращения: 4 июня 2020. Перевод: Джон Хортон Конвей: Жизнь, как игра.

### Математическая литература
- Человек, который играл в математику. Сборник памяти Джона Конвея / пер. с англ. Б. Р. Френкина. — МЦНМО, 2023. — ISBN 978-5-4439-1787-0.
- Thomas M. Thompson. From Error-Correcting Codes through Sphere Packings to Simple Groups. — MAA, 1984.
- Mark Ronan. Symmetry and the Monster. — Oxford University Press, 2006. — ISBN 9780192807229.
- Robert A. Wilson. The Finite Simple Groups. — Springer, 2009. — Addenda and corrigenda. — ISBN 978-1-84800-987-5. — ISBN 978-1-84800-988-2.
- Aaron A. Siegel. Combinatorial Game Theory. — AMS, 2013. — ISBN 9780821851906.
- Andrew Adamatzky. Game of Life Cellular Automata. — Springer-Verlag London, 2010. — ISBN 978-1-84996-216-2. — ISBN 978-1-84996-217-9.